# 1714年安妮女皇獎金法令
《1714年安妮女皇獎金法令》（英語：Queen Anne's Bounty Act 1714；c 19）是大不列顛國會的一項法令，是《1706至1870年安妮女皇獎金法令》（Queen Anne's Bounty Acts 1706 to 1870）之一部分。
該法令的詳題是：
|  | An Act for making more effectual her late Majesties gracious Intention for augmenting the Maintenance of the Poor Clergy. （本法令旨在更有效地實現已故女皇陛下增補貧窮聖品人生活費的仁慈意願。） |

該法令賦予獲資助教會作為法團的法人資格。該法令仍然有效的條文已由《2018年成文法（廢除）措施》廢除。

## 外部連結
- 《1714年安妮女皇獎金法令》的當今生效版本（包括所有修訂）（官方文本由英國成文法資料庫提供）